# ウェポン・ハンターシリーズ
ウェポン･ハンターシリーズ(うぇぽん・はんたーしりーず)とは、ハードボイルド作家大藪春彦が著したハードアクション小説のシリーズのことである。

## 概要
1984年10月に光文社文庫より「ウェポン･ハンターシリーズ」第一作『戦場の狩人』が書き下ろし刊行され、後にシリーズ化。現在は第1作～第4作目までが角川文庫にて復刊している。
第一作は、戦場カメラマンであった主人公・星島弘がいかにして世界を相手にする武器商人へ変貌するかが描かれ、それと同時に今までの大藪作品にはなかった「戦争情報小説」という要素を取り入れたものとなっている。

## 作品
- 戦場の狩人
- 謀略の滑走路
- 地獄からの生還　ザ・サヴァイヴァル
- 香港破壊作戦
- アウトバーン0号作戦
- オメガ・ワン破壊指令
- 砂漠の狩人